# Smells Like Teen Spirit
"Smells Like Teen Spirit" é uma canção da banda grunge norte-americana Nirvana, sendo a faixa de abertura e primeiro single do segundo álbum da banda, Nevermind, lançado em 1991.  Escrita por Kurt Cobain, a canção usa o formato verso-refrão, e o riff principal é usado durante a introdução e refrão para criar uma dinâmica de alternância entre as secções de maior e menor violência sonora.
O inesperado sucesso de "Smells Like Teen Spirit" levou o Nevermind para o topo das tabelas de vendas no início de 1992, sendo frequentemente citado como o momento em que o rock alternativo atingiu o status de mainstream. "Smells Like Teen Spirit" foi o primeiro e o maior hit do Nirvana, chegando ao 6º lugar no Billboard Hot 100 e entrando nos tops de vários países em todo o mundo entre 1991 e 1992.
"Smells Like Teen Spirit" recebeu enorme aclamação da crítica, tendo ficado em primeiro em diversas listas especializadas, como da Village Voice, e vencendo dois MTV Video Music Awards com o seu vídeo musical, que recebeu grande rotação televisiva. A canção foi considerada um "hino para os míudos apáticos" da Geração X, no entanto a banda cresceu desconfortável com o sucesso e a atenção que começaram a receber. Mesmo após o fim dos Nirvana, tanto ouvintes como críticos continuam a considerar "Smells Like Teen Spirit" como uma das maiores canções de rock de todos os tempos.

## Origens e gravação
Numa entrevista em Janeiro de 1994 à Rolling Stone, o líder dos Nirvana Kurt Cobain revelou que "Smells Like Teen Spirit" foi uma tentativa de escrever uma canção ao estilo dos Pixies, uma banda que ele admirava bastante. Ele afirmou:
Eu estava a tentar escrever a última canção pop. Basicamente estava a tentar copiar os Pixies. Tenho que o admitir. Quando ouvi Pixies pela primeira vez, fiquei de tal maneira ligado àquela banda que devia ter pertencido a essa banda ? ou pelo menos a uma banda de covers dos Pixies. Nós usámos o sentido de dinâmica deles, sendo leve e calmo e depois alto e pesado.— Kurt Cobain para a Rolling Stone.
Cobain só começou a escrever a letra de "Smells Like Teen Spirit" poucas semanas antes de se iniciarem as gravações do Nevermind, em 1991. Quando ele apresentou a canção pela primeira vez aos seus companheiros de banda, apenas era constituída pelo riff principal e pela melodia vocal no refrão, e o  baixista Krist Novoselic considerou-a na altura "ridícula". Em resposta, Cobain fez a banda tocar o riff durante "uma hora e meia". Numa entrevista em 2001, Novoselic afirmou que após tocar repetidamente o riff, pensou:
"Um minuto. Porque é que não baixamos um pouco isto?" Então comecei a tocar a parte dos versos. E o Dave [começou] a tocar uma batida na bateria.— Krist Novoselic para a Guitar World
Como resultado, todos os membros são creditados como compositores.
Cobain deu a ideia para o título da canção após a sua amiga Kathleen Hanna, na altura vocalista da banda riot grrrl punk Bikini Kill, ter escrito com spray "Kurt Smells Like Teen Spirit" na sua parede. Como tinham estado a discutir temas como anarquismo, punk rock, entre outros, Cobain interpretou o slogan como possuindo um significado revolucionário. Contudo, o que Hanna na verdade pretendia dizer era que Cobain cheirava a um desodorizante chamado Teen Spirit, que a sua então namorada Tobi Vail usava. Cobain afirmou mais tarde que não fazia ideia que era uma marca de desodorizante até descobrir meses depois do single ter sido lançado.
"Smells Like Teen Spirit" era, juntamente com "Come as You Are," uma das poucas novas canções que estavam escritas desde as primeiras sessões de gravação dos Nirvana com o produtor Butch Vig em 1990. Antes do início das gravações do Nevermind, a banda enviou a Vig uma demo em cassete com ensaios de várias canções, entre as quais "Teen Spirit". Apesar do som da cassete estar bastante distorcido devido ao elevado volume a que a banda tocou, Vig conseguiu retirar alguma melodia e sentiu que a canção prometia. O Nirvana gravou "Smells Like Teen Spirit" no estúdio Sound City em Van Nuys, Califórnia com Vig em Maio de 1991. Vig sugeriu então algumas modificações no arranjo da canção, incluindo colocar uma guitarra a improvisar no refrão e reduzindo a duração deste. A banda gravou a faixa base da canção em três takes, e decidiu manter o segundo.

## Composição
"Smells Like Teen Spirit" foi escrita na tonalidade de F menor, com o riff da guitarra principal construído a partir de quatro power chords (F5-Bb5-Ab5-Db5) tocadas num ritmo de semicolcheia em síncope por Cobain. A guitarra foi duas vezes gravada porque a banda "pretendia que o som fosse mais poderoso," segundo Vig. Os acordes por vezes ficam "suspensos" como resultado de Cobain tocar também nas quatro primeiras cordas da guitarra para um som mais denso. Pelo facto de não serem maiores nem menores, o uso ocasional de acordes suspensos também permite a progressão harmónica no riff do tipo I-IV-bIII-bVI. A progressão harmónica da canção é descrita como "uma sequência ambígua, harmonicamente deslocada" e "é a natureza assimétrica do riff de Cobain [. . .] que a torna tão fantástica." Vários ouvintes afirmaram também que a canção possuía algumas semelhanças com o hit de 1976 "More Than a Feeling", dos Boston. O próprio Cobain tinha uma opinião similar, ao dizer que "era um riff tão cliché. Era tão parecido com um riff dos Boston ou a 'Louie Louie' [dos The Kingsmen]."
"Smells Like Teen Spirit" utiliza uma "estrutura formal de certo modo convencional" que consiste em secções de quatro, oito e doze compassos. Assim, os versos têm oito compassos, o pré-refrão igualmente oito, enquanto que o refrão principal possui doze. A estrutura da canção é marcada por mudanças no volume e dinâmica, variando entre as secções calmas e as mais violentas numerosas vezes durante a gravação. Esta estrutura de "versos calmos com guitarra em chorus, seguidos de refrões grandiosos e barulhentos inspirados no hardcore" tornou-se um formato bastante usado no rock alternativo por causa de "Teen Spirit".
A canção inicia-se com Cobain a tocar o riff principal, adicionando distorção quando o resto da banda começa a tocar. Durante os versos, Cobain toca espaçadamente duas notas sobre o baixo de Novoselic, ligando os compassos. Durante o pré-refrão, Cobain começa a tocar as mesmas duas notas em cada batida enquanto Dave Grohl repete a frase "Hello, hello, hello, how low?". Cobain recomeça então o riff principal no refrão, onde a banda toca alto e Cobain berra a letra. O primeiro e segundo refrões terminam com um breve interlúdio de quatro compassos onde Cobain grita "Yeah!" duas vezes e toca num riff diferente. Após o segundo refrão, Cobain faz um solo de dezesseis compassos que reproduz a melodia das secções que canta durante os versos e o pré-refrão. A banda expande o refrão final enquanto Cobain canta repetidamente o verso "A denial". Na última repetição, Cobain canta com mais violência e termina-o quase sem fôlego. A canção termina com o feedback da guitarra.

## Lançamento, sucesso e reconhecimento
"Smells Like Teen Spirit" foi lançada a 10 de Setembro de 1991 como primeiro single do Nevermind, primeiro álbum da banda a ser lançado por uma editora de grande dimensão, a Geffen Records (DGC). Não se esperava que a canção tivesse sucesso, sendo apenas apontada para servir de base para o surgimento do rock alternativo. Pelo contrário, o single seguinte "Come as You Are" deveria ser o que levaria a banda para formatos mais mainstream. Contudo, as rádios estudantis e as estações de rádio rock pegaram na canção, e deram-lhe bastante rotação. Danny Goldberg da Gold Mountain, firma que ajudava na gestão dos Nirvana, admitiu mais tarde que "nenhum de nós a ouviu como uma canção apelativa, mas o público fê-lo e foi instantâneo [. . .] Eles ouviram-na na rádio alternativa, e foram a correr como lêmingues comprá-la." O vídeo recebeu a sua estreia mundial no programa de rock alternativo da MTV 120 Minutes, e tornou-se de tal forma popular que o canal começou a passá-lo regularmente durante o dia. Como resultado, o Nevermind começou a vender milhares de cópias por semana, culminando em retirar do lugar cimeiro da Billboard 200 o álbum Dangerous de Michael Jackson, em Janeiro de 1992.
"Smells Like Teen Spirit" foi um sucesso não só comercial mas também junto da crítica. A canção ficou em primeiro nas votações de final do ano de 1991 da Village Voice, a "Pazz & Jop", e da Melody Maker, e ficou em segundo lugar na lista da Rolling Stone para melhores singles do ano. O single atingiu o sexto lugar no Billboard Hot 100 na mesma semana em que o Nevermind atingiu o primeiro lugar na tabela de venda de álbuns. "Teen Spirit" chegou ao primeiro lugar na tabela Modern Rock Tracks, e já foi certificado em platina pela RIAA, referente à venda de mais de um milhão de cópias. Contudo, muitas estações norte-americanas mantiveram-se relutantes em passar a canção regularmente devido ao seu som, e restringiram-na para os horários nocturnos. O single foi igualmente bem sucedido em outros países. No Reino Unido, "Smells Like Teen Spirit" chegou ao sétimo lugar e manteve-se nas tabelas durante 184 semanas. A canção foi indicada para dois Grammys nas categorias de Best Hard Rock Vocal Performance e Best Rock Song, embora tenha perdido para a "Give it Away" dos Red Hot Chili Peppers e "Layla" de Eric Clapton, respectivamente. A vitória de Clapton sobre os Nirvana seria mais tarde considerada uma das 10 maiores desilusões na história dos Grammy pela Entertainment Weekly.
Na onda do sucesso dos Nirvana, Michael Azerrad escreveu num artigo da Rolling Stone em 1992, "'Smells Like Teen Spirit' é um hino para (ou será contra?) a geração 'Why Ask Why?' (em pt: "Porquê perguntar porquê?"). Só não torna Cobain porta-voz de uma geração." De qualquer forma, a imprensa musical atribuiu à canção o estatuto de "hino de uma geração", colocando Cobain como um relutante porta-voz da Geração X. O The New York Times observou que "'Smells Like Teen Spirit' poderia ser a versão desta geração do single de 1976 dos Sex Pistols, 'Anarchy in the U.K.', se não fosse pela infeliz ironia que invade o seu título", e acrescentou, "Como os Nirvana sabem muito bem, o 'espírito jovem' é habitualmente engarrafado, embalado e vendido." A banda cresceu desconfortavelmente com o sucesso da canção, e em vários concertos posteriores chegou a excluí-la da setlist. Antes do lançamento do álbum seguinte In Utero em 1993, Novoselic confessou "Se não fosse a 'Teen Spirit', eu não sei como teria sido o Nevermind" e acrescentou "Não há nenhuma 'Teen Spirits' em In Utero." Cobain afirmou em 1994 que "Eu ainda gosto de tocar a 'Teen Spirit,' mas é quase um embaraço tocá-la [?] Toda a gente focou-se demaiado nessa canção."
Mesmo após a morte de Cobain em 1994, "Smells Like Teen Spirit" continuou a receber aclamação da crítica. Em 2000, a MTV e a Rolling Stone colocaram a canção no terceiro posto da lista das 100 melhores canções pop, apenas atrás da "Yesterday" dos The Beatles e a "(I Can't Get No) Satisfaction" dos The Rolling Stones. O projecto "Canções do Século" de 2001 da RIAA atribuiu o 80º lugar a "Teen Spirit", ficando a frente dos álbuns Kind of Blue de Miles Davis e Sgt. Pepper's Lonely Hearts Club Band dos Beatles. Em 2002, a NME considerou a canção a segunda na sua lista dos "100 Melhores Singles de Sempre", enquanto em 2003 a VH1 colocou "Smells Like Teen Spirit" no topo da lista das "100 Melhores Canções dos Últimos 25 Anos". A canção surge em terceiro numa votação da Q no mesmo ano. A Rolling Stone atribuiu a "Smells Like Teen Spirit" o nono lugar na sua lista de 2004 das 500 melhores canções de sempre, e descreveu o seu impacto como "Uma onda de choque de pureza amplificada, [ela] limpou os Eighties para fora do mapa da pop da noite para o dia." Na votação para a A Letra Favorita da Nação da VH1 UK em 2006, a linha "I feel stupid and contagious/here we are now, entertain us" foi a terceira preferida entre mais de 13 mil votantes. Em contraste, a revista Time propôs na descrição de Nevermind no "The All-TIME 100 Albums" em 2006 que "'Smells Like Teen Spirit' [?] talvez seja a pior canção do álbum."

## Letra e interpretação
A letra de "Smells Like Teen Spirit" foi frequentemente difícil para os ouvintes de a decifrar, devido não só à sua absurdez mas também ao estilo gutural e à pronúncia de Cobain. Este problema ficou agravado com o facto das notas de Nevermind não conterem qualquer letra das canções para além de alguns fragmentos seleccionados. Esta incompreensibilidade contribuiu para a resistência inicial das estações de rádio em adicionar a canção às suas listas de reprodução. Uma promotora da Geffen afirmou que o pessoal das rádios rock diziam-lhe: "Nós não podemos tocar isto. Eu não entendo uma palavra do que ele diz." A MTV chegou a preparar uma versão do vídeo que incluía as letras a passar no fundo do ecrã, que foi para o ar quando o vídeo foi adicionado à programação de maior rotação. As letras do álbum, bem como de versões anteriores ou alternativas, foram mais tarde lançadas juntamente com o single "Lithium" em 1992. O crítico de rock norte-americano Dave Marsh destacou comentários de disc jockeys da época de que a canção era "a 'Louie Louie' dos anos 1990" e escreveu: "Como 'Louie', só que mais, 'Teen Spirit' revela os seus segredos de forma relutante e frequentemente incoerente." Marsh, tentando decifrar a letra da canção, após ler a letra correcta na partitura da canção sentiu que:

O que imaginei era um pouco melhor (pelo menos, mais gratificante) do que os Nirvana na verdade cantaram [?] Pior de tudo, não tenho a certeza que saiba mais sobre [o significado de] 'Smells Like Teen Spirit' agora do que antes de me ter atirado para a versão oficial dos factos.— Louie Louie, de Dave Marsh em 1993
"Teen Spirit" é geralmente interpretada como sendo um hino de revolução da juventude, interpretação reforçada pelo seu vídeo musical. Durante a discussão da canção na biografia de Michael Azerrad Come as You Are: The Story of Nirvana, Cobain revelou que sentia um dever de "descrever o que sentia à minha volta, da minha geração e das pessoas da minha idade." O livro Teen Spirit: The Stories Behind Every Nirvana Song descreve "Teen Spirit" como "uma típica exploração tenebrosa do sentido e a sua falta por Cobain." Azerrad joga a partir da justaposição da letra contraditória de Cobain, como em "It's fun to lose and to pretend" (pt:"É divertido perder e fingir") e afirma: "o ponto que emerge não é apenas o conflito de duas ideias opostas, mas a confusão e a raiva que esse conflito produz no narrador ? este está zangado por estar confuso." A conclusão de Azerrad é que a canção é "alternadamente uma reacção sarcástica à ideia de na verdade haver uma revolução, ainda que também abrace a ideia."
Em Heavier Than Heaven, a biografia de Charles R. Cross a Kurt Cobain, o autor sugere que a letra tenha sido influenciada em algo para além da raiva, tédio e cinismo de Cobain. Cross afirma que a canção é uma referência à relação de Cobain com a ex-namorada Tobi Vail. Cross cita o verso "She's over-bored and self-assured" (pt: "Ela está perdida e segura") e diz que a canção "não pode ser sobre mais alguém". Cross defende o seu argumento com versos de versões iniciais, como "Who will be the King & Queen of the outcasted [sic] teens" (pt: "Quem irão ser o Rei e a Raínha dos jovens excluídos").
Cobain disse: "Toda a canção é feita de ideias contraditórias [?] É apenas gozar com a ideia de haver uma revolução. Mas é uma boa ideia." O baterista Dave Grohl afirmou que não acredita que a canção tenha alguma mensagem, e disse: "Ver o Kurt escrever a letra de uma canção cinco minutos antes de a cantar, é um bocado difícil de acreditar que a canção tenha muito a dizer sobre alguma coisa. Precisas de sílabas para preencher este espaço ou de alguma coisa para rimar."

## Vídeo musical
O vídeo musical de "Smells Like Teen Spirit" foi o primeiro do realizador Samuel Bayer, que viria a realizar vídeos para artistas como Green Day, Metallica e The Smashing Pumpkins. Bayer acredita que foi contratado porque o seu currículo era tão pobre que a banda previu que a sua produção iria ser "punk" e "não corporativa". O vídeo baseou-se no conceito de concerto numa escola que acaba em anarquia e tumulto. Foi inspirado no filme de  Jonathan Kaplan de 1979, Over the Edge, bem como no filme dos Ramones Rock 'n' Roll High School. Filmado num palco em Culver City, o vídeo inclui a banda a tocar durante um pep rally no ginásio de uma escola secundária para uma audiência de estudantes apáticos sentados na arquibancada, com cheerleaders usando vestidos negros com o símbolo anarquista A no círculo. O vídeo termina com os estudantes unidos a destruir o cenário e o material da banda. A demolição do cenário captado na conclusão do vídeo foi o resultado de descontentamento genuíno. Os figurantes que ocuparam a arquibancada tinham sido forçados a permanecer sentados durante várias repetições da canção durante uma tarde inteira de filmagens. Cobain convenceu Bayer permitir que figurantes fizessem mosh, transformando o cenário num caos. "Quandos os moços vieram dançar, simplesmente disseram 'vai-te f****', porque estavam cansados desta merda todo o dia", disse Cobain. Cobain desgostou da edição final de Bayer e supervisionou pessoalmente a re-edição do vídeo que resultou na versão que acabou por ir para o ar. Uma das principais adições de Cobain foi a penúltima imagem do vídeo, que era uma aproximação à sua própria cara após esta ter sido parcialmente escondida durante grande parte do vídeo. Bayer notou que ao contrário dos artistas com quem viria mais tarde a trabalhar, Cobain não se preocupava com a vaidade, mas sim que "o vídeo tivesse algo que fosse realmente sobre o que eles eram."
Tal como a canção, o vídeo musical de "Smells Like Teen Spirit" foi bem recebido pela crítica. David Fricke da Rolling Stone descreveu o vídeo como "o maior show que poderia imaginar". A juntar ao primeiro lugar nas categorias de singles, "Teen Spirit" também atingiu o topo na categoria de vídeo musical na votação "Pazz & Jop" de 1991 da Village Voice. O vídeo garantiu a Nirvana os prémios de Melhor Novo Artista Melhor Vídeo Alternativo nos MTV Video Music Awards de 1992, e em 2000 o Guinness World Records declarou "Teen Spirit" o Vídeo Mais Tocado na MTV Europe. Nos anos seguintes, Amy Finnerty, anteriormente do departamento de Programação da MTV, afirmou que o vídeo "mudou toda a imagem da MTV" ao dar-lhe "toda uma nova geração a quem vender". VH1 posicionou a estreia do vídeo de "Teen Spirit" no 18º lugar na sua dos "100 Maiores Momentos de Rock & Roll na TV," notando que "o vídeo [serviu] no rock alternativo como uma força da cultura pop e comercial." Em 2001, a VH1 colocou o vídeo em 4º na sua lista dos "100 Maiores Vídeos". O vídeo foi parodiado pelo menos duas vezes: no vídeo musical de "Weird Al" Yankovic para "Smells Like Nirvana" e no vídeo musical de Bob Sinclar para "Rock This Party (Everybody Dance Now)", em 2006.
Em 2019, na plataforma de vídeos Youtube, o clipe atingiu a marca de um bilhão de visualizações. 

## Actuações ao vivo
"Smells Like Teen Spirit" foi tocada ao vivo pela primeira vez a 17 de Abril de 1991 no OK Hotel em Seattle, Washington. A actuação foi lançada no DVD da boxset de 2004 With the Lights Out, embora tenham sido também incluídos pequenos clips no DVD Nevermind Classic Albums e no filme-documentário Hype!. Como a letra da canção ainda não tinha sido totalmente escrita, há diferenças significativas entre essa versão e a final. Por exemplo, a primeira actuação começou com "Come out and play, make up the rules" (pt: "Aparece e joga, faz as regras") em vez de "Load up on guns/ and bring your friends" (pt:"Arma-te/ e traz os teus amigos"). Uma gravação áudio da versão inicial está disponível em With the Lights Out e novamente em Sliver: The Best of the Box. Pode-se encontrar também uma actuação similar ao vivo da canção no documentário 1991: The Year Punk Broke, filmado durante uma digressão de Verão em 1991 pela Europa com os Sonic Youth.
Os Nirvana alteravam frequentemente a letra e tempo da canção durante as performances ao vivo. Por vezes o verso "our little group has always been" (pt:"o nosso pequeno grupo sempre foi") era alterado para "our little tribe has always been" (pt:"a nossa pequena tribo sempre foi"), que pode ser escutado no álbum ao vivo de 1996 From the Muddy Banks of the Wishkah. A Rolling Stone destacou que a versão em Wishkah de "Teen Spirit" "[encontrou] a guitarra de Cobain a girar fora dos limites melódicos da canção e dando nova vida àquele quase gasto hit." Uma actuação alternativa notável de "Smells Like Teen Spirit" ocorreu no Top of the Pops da BBC em 1991, durante a qual a banda recusou-se a seguir a faixa pré-gravada e Cobain cantou deliberadamente baixo e alterou diversos versos na canção, como por exemplo "Load up on guns/ and bring your friends" para "Load up on drugs/ and kill your friends" (pt: "Droga-te/ e mata os teus amigos"). Cobain disse mais tarde que estava a tentar soar como o antigo líder dos Smiths, Morrissey. O The Observer afirmou que a actuação dos Nirvana foi responsável por "Teen Spirit" entrar no top 10 do Reino Unido na semana seguinte. Quando o Top of the Pops terminou em 2006, o The Observer considerou a performance dos Nirvana com "Smells Like Teen Spirit" como a terceira melhor na história do programa. Esta actuação pode ser encontrada na cassete de 1994 Live! Tonight! Sold Out!!.

## Versõescover
"Smells Like Teen Spirit" recebeu covers de diversos artistas. Uma das primeiras gravações foi a versão acústica em piano de Tori Amos no seu EP de 1992 Crucify, a qual Cobain referiu como "uma fantástica versão de cereais de pequeno-almoço.". O trio de jazz The Bad Plus gravou a canção para o seu CD These are the Vistas, enquanto tanto The Melvins como a banda industrial Xorcist lançaram tributos. The Moog Cookbook inseriu uma cover baseada em som de sintetizador no álbum The Moog Cookbook e o beatboxer japonês Dokaka gravou um versão beatbox. O grupo britânico The Flying Pickets uma versão a cappella da canção em The Original Flying Pickets: Volume 1 - 1994. Outras covers incluídas em álbuns tributo incluem a de Blanks 77 em Smells Like Bleach: A Punk Tribute to Nirvana, e de Beki Bondage em Smells Like Nirvana, ambos lançados em 2000. Em 2001, a cantora brasileira Cássia Eller cantou a música no Rock in Rio, sendo que sua interpretação foi elogiada por Dave Grohl, que afirmou que foi "uma das melhores versões da música que já ouvi". Em 2005, "Teen Spirit" teve uma cover em estilo swing pela figura da década de 1950 Paul Anka. Em 2006, a banda Flyleaf tocou a canção para o serviço LAUNCHcast da Yahoo!. Em 2007, Patti Smith incluiu uma versão, que incoporava poesia, no seu álbum de covers Twelve. Em 2011, Miley Cyrus acrescentou a canção na playlist de sua turnê Gypsy Heart Tour.
A canção tem sido igualmente adaptada para outras formas ao longo dos anos. Os alemães Atari Teenage Riot usaram o sample de "Smells Like Teen Spirit" na canção "Atari Teenage Riot" do seu álbum de 1997, Burn, Berlin, Burn!. DJ Balloon, um DJ techno alemão, também usou o sample na canção "Monstersound". Uma versão instrumental ligeiramente alterada e renomeada como "Self High-Five" para evitar problemas legais foi produzida pela World Championship Wrestling como música de entrada para o wrestler Diamond Dallas Page, tendo também a voz de Page em algumas partes da canção. Um sample da canção foi também usado em versão de cabaret no filme de 2001 Moulin Rouge!.
Para além das versões cover, "Smells Like Teen Spirit" também serviu de inspiração para algumas paródias. Weird Al Yankovic lançou em 1992 "Smells Like Nirvana", uma canção sobre os próprios Nirvana. Yankovic parodiou a dificuldade na compreensão do que Cobain canta, bem como a letra e o seu significado. Yankovic afirmou que Kurt Cobain disse-lhe que percebeu que os Nirvana "conseguiram-no" quando ouviu a paródia. Em 1995, a banda de queercore Pansy Division gravou uma paródia da canção chamada "Smells Like Queer Spirit" para o seu álbum Pile Up.

## Faixas
Nos EUA, o single teve lançamento em disco de vinil de 7'', em fita cassete e em CD maxi-single.
Na versão para o single, "Smells Like Teen Spirit" fora editada para transmissão radiofônica, tendo sido removidos cerca de 30 segundos da versão original do álbum. Assim, duas repetições do riff principal foram retiradas no início da canção, bem como a repetição da primeira secção do solo de guitarra.
Como lado-B do single, consta a canção "Even In His Youth", até então inédita. Na edição em CD, há também a canção "Aneurysm", igualmente inédia, numa versão diferente da que posteriormente apareceria na coletânea Incesticide.
7'' e fita cassete
A. "Smells Like Teen Spirit" (edit)
B. "Even In His Youth" (previously unreleased)
CD maxi-single
1. "Smells Like Teen Spirit" (edit)
2. "Even In His Youth" (previously unreleased)
3. "Aneurysm" (previously unreleased)

## Paradas e posições

### Semanais
| País/Parada (1991–92)                                   | Melhor posição |
| ------------------------------------------------------- | -------------- |
| Austrália (ARIA)                                        | 5              |
| Austrália (ARIA Charts)                                 | 1              |
| Áustria (Ö3 Austria Top 75)                             | 8              |
| Bélgica (IFPI Bélgica)                                  | 1              |
| Bélgica (Ultratop 50 de Flandres)                       | 1              |
| Canadá (RPM Top Singles)                                | 9              |
| Dinamarca (ANR North Jutland)                           | 3              |
| Europa (European Hot 100 Singles)                       | 4              |
| Europa (European Hit Radio Top 40)                      | 31             |
| Finlândia (Suomen virallinen lista)                     | 8              |
| França (SNEP)                                           | 1              |
| Alemanha (Offizielle Deutsche Charts)                   | 2              |
| Irlanda (IRMA)                                          | 15             |
| Itália (FIMI)                                           | 3              |
| Países Baixos (Dutch Top 40)                            | 3              |
| Países Baixos (Single Top 100)                          | 3              |
| Nova Zelândia (Recorded Music NZ)                       | 1              |
| Noruega (VG-lista)                                      | 2              |
| Portugal (AFP)                                          | 2              |
| Espanha (AFYVE)                                         | 1              |
| Suécia (Sverigetopplistan)                              | 3              |
| Suíça (Schweizer Hitparade)                             | 6              |
| Reino Unido Network Singles (MRIB)                      | 7              |
| Reino Unido (UK Singles Chart)                          | 7              |
| Estados Unidos (Billboard Hot 100)                      | 6              |
| Estados Unidos (Billboard Alternative Airplay)          | 1              |
| Estados Unidos (Billboard Dance Club Songs)             | 14             |
| Estados Unidos (Billboard Mainstream Rock)              | 7              |
| Estados Unidos (Cashbox)                                | 5              |
| Estados Unidos (CHR)                                    | 9              |
| Estados Unidos (AOR)                                    | 7              |
| País/Parada (1995–96)                                   | Melhor posição |
| Dinamarca (Tracklisten)                                 | 5              |
| País/Parada (2021)                                      | Melhor posição |
| Mundo (Billboard Global 200)                            | 92             |
| Estados Unidos (Billboard Hot Rock & Alternative Songs) | 9              |